# ユービーイーパワーセンター発電所
ユービーイーパワーセンター発電所は、山口県宇部市において宇部興産（後のUBE）子会社の株式会社ユービーイーパワーセンターが建設した火力発電所である。
UBEグループの事業再編に伴い、2022年（令和4年）に同社の建設資材・エネルギー事業がUBE三菱セメントへ移管されてからは「UBE三菱セメント宇部発電所」として運用されている。

## 概要
自社内に大型自家発電設備を有していた宇部興産（当時）の経営資源を生かし、中国電力への電力卸供給を行うIPP事業に参入する目的で、日商岩井（後の双日）との共同事業として計画された。事業会社となる株式会社ユービーイーパワーセンターは1998年（平成10年）2月に設立され、宇部興産が70%、日商岩井が30%を出資していた。
同年2月から1999年（平成11年）2月にかけて環境アセスメントを実施。発電所設備は富士電機へ発注し、宇部興産宇部ケミカル工場敷地内にて2001年（平成13年）10月着工、2003年（平成15年）10月より試運転を、2004年（平成16年）3月1日から営業運転を開始した。21.6万kWの発電能力は、宇部市の使用電力量にほぼ等しい規模であった。
日商岩井が保有していた株式会社ユービーイーパワーセンターの持分は2002年（平成14年）に宇部興産が買い取り、営業開始時点で宇部興産100%出資の完全子会社となっていた。さらに宇部興産が保有する自家発電設備と一体運営を行うため、2005年（平成17年）1月1日に宇部興産本体へと吸収合併され法人としては消滅した。

## 発電設備
1号機
発電方式：汽力発電方式
定格出力：21.6万kW
使用燃料：石炭
営業運転開始：2004年3月1日